# Геворгян, Айк Геворгович
Айк Гево́ргович Геворгя́н (арм. Հայկ Գևորգի Գևորգյան, 15 февраля 1947, Ереван) — армянский политический и государственный деятель. Нн какой то
- 1954—1965 — учился в средней школе № 63 (г. Ереван).
- 1963—1965 — работал в тресте «Армпромцветмет» слесарем.
- 1965—1971 — учился в Ереванском политехническом институте, работал одновременно на заводе «Армэлектромаш» инженером-технологом.
- 1972—1977 — работал в объединении «Астро» старшим инженером-технологом, ведущим специалистом-конструктором точных конструкций, начальником цеха.
- С 1977 — начальник производства завода «Орбита», а позже заместитель главного инженера.
- 1990—1998 — был директором завода «Орбита».
- 1998—1999 — был министром торговли и промышленности Армении.